# Moritz von Egidy (fils)
Pour les articles homonymes, voir Moritz von Egidy et Egidy.
Christoph Moritz von Egidy est un capitaine de vaisseau allemand, né le 27 juillet 1870 à Pirna et mort le 5 janvier 1937 à Langsfeld. Durant la Première Guerre mondiale, il est le commandant du croiseur de bataille Seydlitz. Dans l'entre-deux-guerres, il quitte la Marine, retourne dans sa ferme puis, après 1933, adhère au parti nazi et devient brièvement membre de la SS, travaillant au quartier général du SD, le service de renseignement du parti.

## Biographie
Egidy vient d'une  famille (de) probablement d'origine néerlandaise qui a émigré au XVIIe siècle près d'Elbląg et a été anoblie par l'empereur Léopold Ier. Il est le fils aîné de Moritz von Egidy (père), militaire de carrière puis intellectuel chrétien, et de son épouse Luise von Götz.
Après son Abitur à Dresde, il entre dans la Kaiserliche Marine le 13 avril 1888. Avant la Première Guerre mondiale, il est aide de camp du prince Henri, frère de l'empereur Guillaume II. En mai 1913, il obtient le commandement du croiseur de bataille SMS Seydlitz. Ils se font un nom par leur engagement dans la bataille du Dogger Bank, le 24 janvier 1915, et dans la bataille du Jutland, du 31 mai au 1er juin 1916. Le bateau est à chaque fois gravement touché, l'attitude de l'équipage est présentée comme exemplaire :
- lors de la bataille du Dogger Bank, le Seydlitz est le navire amiral du Vizeadmiral Franz von Hipper ; le Konteradmiral Friedrich Lützow raconte ultérieurement dans ses récits comment, malgré un incendie dans la salle des machines et une explosion des munitions, le navire n'a pas sombré ;
- à la bataille du Jutland, le Seydlitz coule le croiseur anglais HMS Queen Mary ; l'amiral Reinhard Scheer estime ensuite que le maintien du navire allemand est redevable du commandement von Egidy.

Pour ses actions, Egidy est entre autres décoré de la croix de fer, de la croix de chevalier de l'ordre de Hohenzollern ainsi que de la seconde classe de l'ordre de la Couronne prussienne.
Vers la fin de la Première Guerre mondiale, Egidy est nommé à la tête de l'Académie navale de Mürwik. Après la guerre, âgé d’environ 50 ans seulement mais en raison des dispositions militaires du traité de Versailles, il quitte la Reichsmarine et vit dans sa ferme près de Flensbourg.
Après 1933, il rejoint le parti nazi, le NSDAP avec le no 3.549.077, et la SS avec le no 107.212. Il y fait une carrière rapide d’officier subalterne au quartier général du SD, entité chargée du renseignement intérieur et extérieur, alors sous la coupe de Reinhard Heydrich : en novembre 1934, il est Untersturmführer, le 15 septembre 1935 Obersturmführer, le 15 janvier 1936 Hauptsturmführer. Egidy intervient au quartier général du SD ou pour l'agence de Gelting.
Son épouse Irmgard, militante chrétienne, très sceptique à l'égard des idéaux nationaux-socialistes, le convainc de faire un long voyage par bateau vers la Chine en 1936. À son retour Egidy, âgé de 66 ans, ne participe plus aux activités de la SS ; il meurt l’année suivante. Tous ses écrits militaires sont légués au musée maritime international de Hambourg.